# Croome D'Abitot
Croome D'Abitot – wieś w Anglii, w hrabstwie Worcestershire, w dystrykcie Malvern Hills. Leży 11 km na południe od miasta Worcester i 156 km na północny zachód od Londynu.